# Celorico (São Pedro e Santa Maria) e Vila Boa do Mondego
Celorico (São Pedro e Santa Maria) e Vila Boa do Mondego (oficialmente: União das Freguesias de Celorico (São Pedro e Santa Maria) e Vila Boa do Mondego) é uma freguesia portuguesa do município de Celorico da Beira, com 41,1 km² de área e 2067 habitantes (censo de 2021). A sua densidade populacional é 50,3 hab./km².

## História
Foi constituída em 2013, no âmbito de uma reforma administrativa nacional, pela agregação das antigas freguesias de São Pedro, Santa Maria e Vila Boa do Mondego e tem a sede em São Pedro.

## Demografia
A população registada nos censos foi:
| Distribuição da População por Grupos Etários | Distribuição da População por Grupos Etários | Distribuição da População por Grupos Etários | Distribuição da População por Grupos Etários | Distribuição da População por Grupos Etários | Distribuição da População por Grupos Etários |
| -------------------------------------------- | -------------------------------------------- | -------------------------------------------- | -------------------------------------------- | -------------------------------------------- | -------------------------------------------- |
| Antes da agregação                           |                                              |                                              |                                              |                                              |                                              |
| Ano                                          | 0-14 anos                                    | 15-24 anos                                   | 25-64 anos                                   | >= 65 anos                                   | Total                                        |
| 2001                                         | 387                                          | 363                                          | 1331                                         | 627                                          | 2708                                         |
| 2011                                         | 319                                          | 230                                          | 1223                                         | 613                                          | 2385                                         |
| Após a agregação                             |                                              |                                              |                                              |                                              |                                              |
| Ano                                          | 0-14 anos                                    | 15-24 anos                                   | 25-64 anos                                   | >= 65 anos                                   | Total                                        |
| 2021                                         | 230                                          | 204                                          | 1022                                         | 611                                          | 2067                                         |